# Psychoda minuta
Psychoda minuta és una espècie d'insecte dípter pertanyent a la família dels psicòdids.

## Distribució geogràfica
És una espècie cosmopolita: entre altres països, els Països Baixos, Itàlia, França, Bèlgica, les illes Britàniques, Noruega, l'Estat espanyol (incloent-hi Catalunya), Xipre, Turquia (Anatòlia), les illes Açores, Nord-amèrica (com ara, Nova Jersey, Michigan, Alabama, Maine i Minnesota) i les illes Hawaii.